# Повстання Павлюка
Повстання Павла Павлюка — козацьке повстання у 1637 році в Україні під керівництвом Павла Павлюка проти шляхти.

## Перебіг подій
Поштовхом до повстання був виступ запорізьких нереєстрових козаків. У травні 1637 р. вони, виступивши із Запоріжжя, захопили артилерію реєстровців у Корсуні і вивезли її на Запорізьку Січ. У серпні 1637 р. повстанський загін, керований Павлюком, вирушив із Запорізької Січі на Київщину. 12 (22) серпня 1637 року Павлюк звернувся до селян, реєстрових козаків і міщан з універсалом, у якому закликав заарештовувати реєстрову старшину — прихильників шляхетської Речі Посполитої і вступати до повстанських загонів.
Піднімати повстання на Переяславщині Павлюк послав з Крилова полковників Карпа Скидана і Семена Биховця на чолі загону з 1000-3000 козаків. Незабаром повстанці стратили гетьмана реєстрових козаків Саву Кононовича і кількох старшин-"зрадників".
Найширше повстання розгорнулося на Лівобережній Україні. Повсталі здобували міста, руйнували шляхетські маєтки. Шляхта тікала зі своїх маєтків, воліючи, за свідченням польського хроніста Шимона Окольського, «краще ликове життя, ніж шовкову смерть». За його твердженням, Павлюк мав намір з'єднатися з донськими козаками й перейти у підданство Московської держави. В Кумейківськый битві 1637 р. повстанське військо на чолі з Павлом Павлюком, Карпом Скиданом та Дмитром Гунею зазнало поразки. Повстанці відступили до Боровиці (поблизу Черкас) і, оточені переважаючими силами ворога, змушені були капітулювати. Шляхом лютого терору польському гетьманові Миколі Потоцькому-«ведмежій лапі» вдалося придушити повстання. 

## Наслідки
Багато повстанців, рятуючись від кривавої розправи, переселилося в Московську державу, зокрема на Дон. Захопленого у полон Павлюка стратили у Варшаві. 
Війна з перемінним успіхом продовжилась і в наступному 1638 році. Зрештою закінчилася поразкою козаків. Але ці події стали свого роду генеральною репетицією переможної визвольної війни 1648−1654 років під проводом Богдана Хмельницького (під час бою під Кумейками писаря Війська Запорозького). 
Один з козацьких ватажків у битві під Кумейками Дмитро Гуня став гетьманом в наступному році, 